# Fundy-River Valley
Circonscription électorale provinciale du Canada
Fundy-River Valley est une ancienne circonscription électorale provinciale du Nouveau-Brunswick représentée entre 1994 et 2014.

## Liste des députés
|  | Jack Keir   | Libéral                               | 2006 - 2010 |
|  | Jim Parrott | Progressiste-conservateur (2010-2012) | 2010 - 2014 |
|  | Jim Parrott | Indépendant (2012-2014)               | 2010 - 2014 |
|  | Jim Parrott | Progressiste-conservateur (2014)      | 2010 - 2014 |